# ریدین کاولی
ریدین کاولی (انگلیسی: Rhydian Cowley؛ زادهٔ ۴ ژانویهٔ ۱۹۹۱) دونده پیاده‌روی سرعت اهل استرالیا است.
وی در مسابقات کشوری و بین‌المللی در مجموع برندهٔ ۱ مدال برنز شده است.